# 陳煊
陳煊（?—?），贵州湄潭人，清朝政治人物，同進士出身。
同治四年（1865年）乙丑科進士，三甲一百五十名，后官湖南桂東縣知縣。